# 54. ceremonia wręczenia nagród Grammy
54. ceremonia wręczenia nagród Grammy, prestiżowych amerykańskich nagród muzycznych wręczanych przez Narodową Akademię Sztuki i Techniki Rejestracji (NARAS), odbyła się 12 lutego 2012 roku w hali widowiskowej Staples Center w Los Angeles, w stanie Kalifornia. Jej transmisja na żywo miała miejsce na antenie stacji telewizyjnej CBS. Gospodarzem ceremonii był raper LL Cool J. W trakcie gali rozdano honoraria dla muzyków za ich osiągnięcia w roku 2011. Była to pierwsza ceremonia Grammy po modyfikacji i zmniejszeniu liczby kategorii do 78.
Nominacje do 54. edycji Grammy zostały ogłoszone 30 listopada 2011 w trakcie odbytej w Nokia Theatre w Los Angeles gali, która także była retransmitowana przez CBS. Najwięcej nominacji (siedem) otrzymał Kanye West, a o jedną mniej – Adele, Foo Fighters i Bruno Mars. Ostatecznie, najwięcej statuetek otrzymała Adele, która triumfowała między innymi w trzech najważniejszych kategoriach: album roku, nagranie roku i piosenka roku. Wyrównała ona tym samym należący do Beyoncé rekord największej ilości nagród Grammy zdobytych jednego wieczoru przez kobietę. Pięć honorariów otrzymał zespół Foo Fighters, a cztery – raper Kanye West. Specjalną statuetkę w kategorii MusiCares Person of the Year zdobył Paul McCartney.
Na gali odbyło się niemal dwadzieścia występów. Adele, która zaśpiewała publicznie po raz pierwszy od kilku miesięcy, została nagrodzona owacjami na stojąco. Jennifer Hudson wykonała „I Will Always Love You” w hołdzie dla zmarłej dzień przed galą Whitney Houston. Zespół The Beach Boys wystąpił po raz pierwszy do ponad 20 lat w swoim pierwotnym, pełnym składzie. Na scenie zaprezentowali się ponadto między innymi: Paul McCartney, Bruce Springsteen, Tony Bennett, Taylor Swift, Rihanna i Katy Perry. Wśród prezenterów, którzy wręczali nagrody i zapowiadali występy, znaleźli się chociażby Stevie Wonder, Diana Ross czy Carrie Underwood.

## Wydarzenia poprzedzające galę

### Ceremonia ogłoszenia nominacji
30 listopada 2011 roku w Nokia Theatre, w Los Angeles (stan Kalifornia) odbyła się ceremonia The GRAMMY Nominations Concert Live!!, która była emitowana na żywo przez CBS. Ogłoszono na niej nominacje w czterech najważniejszych kategoriach, ponadto na scenie teatru wystąpiło kilku wykonawców. Galę poprowadził LL Cool J.
| Występy - Lady Gaga – „Marry the Night” - Rihanna – „We Found Love” (retransmisja na żywo z O2 Arena w Londynie) - The Band Perry – „Independence"/"Free Fallin'” - Jason Aldean i Ludacris – „Dirt Road Anthem” - Grandmaster Flash and the Furious Five, Common, Lupe Fiasco i LL Cool J – „The Message” - Valerie Simpson, Mike Stoller i Usher – „You're All I Need to Get By"/"Stand By Me” (hołd dla Nicka Ashforda i Jerry’ego Leibera) - Lady Gaga i Sugarland – „You and I” | Prezenterzy - Nicki Minaj – prezentacja nominacji w kategorii nagranie roku - Bruno Mars – prezentacja nominacji w kategorii debiut roku - Taraji P. Henson – prezentacja nominacji w kategorii piosenka roku - Katy Perry – prezentacja nominacji w kategorii album roku |

### Pre-show
Dwuipółgodzinna transmisja poprzedzająca galę rozdania Grammy, The 54th Annual GRAMMY Awards Pre-Telecast Ceremony, rozpoczęła się 12 lutego 2012 o godzinie 1 p.m. PT i była retransmitowana na żywo na stronach internetowych Grammy.com i CBS.com. Program poprowadzili saksofonista Dave Koz oraz raperka i prezeska oddziału NARAS w Los Angeles, MC Lyte. W jego trakcie ogłoszono zwycięzców w niemal 70 kategoriach pominiętych w trakcie właściwej ceremonii, a także dano kilka występów.
| Występy - Kim Burrell, Le'Andria Johnson, Kelly Price, Trin-I-Tee 5:7 - Joyce DiDonato - Steve Earle - Rebirth Brass Band | Prezenterzy - Gerald Clayton - Chick Corea - Brandon Heath - Arturo O’Farrill - OK Go - Corinne Bailey Rae - Esperanza Spalding - Jimmy Jam |

## Gala
Gala wręczenia nagród 54. plebiscytu Grammy odbyła się 12 lutego 2012 roku w hali widowiskowej Staples Center, zlokalizowanej w Los Angeles. Poprowadził ją raper LL Cool J, który był także gospodarzem ceremonii ogłoszenia nominacji.

### Występy
| Wykonawca                                                                      | Utwór                                                                            |
| ------------------------------------------------------------------------------ | -------------------------------------------------------------------------------- |
| Bruce Springsteen The E Street Band                                            | „We Take Care of Our Own”                                                        |
| Bruno Mars                                                                     | „Runaway Baby”                                                                   |
| Alicia Keys Bonnie Raitt                                                       | hołd dla Etty James „A Sunday Kind of Love”                                      |
| Chris Brown                                                                    | „Turn Up the Music” „Beautiful People”                                           |
| Jason Aldean Kelly Clarkson                                                    | „Don’t You Wanna Stay”                                                           |
| Foo Fighters                                                                   | „Walk”                                                                           |
| Rihanna Coldplay                                                               | „We Found Love” „Princess of China” „Paradise”                                   |
| The Beach Boys Maroon 5 Foster the People                                      | „Surfer Girl” „Wouldn't It Be Nice” „Good Vibrations”                            |
| Diana Krall Paul McCartney Joe Walsh                                           | „My Valentine”                                                                   |
| The Civil Wars                                                                 | „Barton Hollow”                                                                  |
| Taylor Swift                                                                   | „Mean”                                                                           |
| Katy Perry                                                                     | „E.T.” „Part of Me”                                                              |
| Adele                                                                          | „Rolling in the Deep”                                                            |
| The Band Perry Blake Shelton Glen Campbell                                     | hołd dla Glen Campbell „Gentle on My Mind” „Southern Nights” „Rhinestone Cowboy” |
| Tony Bennett Carrie Underwood                                                  | „It Had to Be You”                                                               |
| Jennifer Hudson                                                                | hołd dla Whitney Houston „I Will Always Love You”                                |
| David Guetta Lil Wayne Foo Fighters deadmau5 Chris Brown                       | „I Can Only Imagine” „Rope” „Raise Your Weapon”                                  |
| Nicki Minaj                                                                    | „Roman Holiday”                                                                  |
| Paul McCartney Bruce Springsteen Dave Grohl Rusty Anderson Brian Ray Joe Walsh | „Golden Slumbers” „Carry That Weight” „The End”                                  |

### Prezenterzy
- Alicia Keys i Bonnie Raitt – prezentacja nagrody w kategorii „najlepszy występ popowy solo”
- Marc Anthony i Fergie – prezentacja nagrody w kategorii „najlepszy występ rapowy”
- Reba – zapowiedź występu Jasona Aldeana i Kelly Clarkson
- Jack Black – zapowiedź występu Foo Fighters
- Mario Manningham, Pauley Perrette i Victor Cruz – prezentacja nagrody w kategorii „najlepszy występ rockowy”
- Ryan Seacrest – zapowiedź występu Maroon 5, Foster the People i The Beach Boys
- Stevie Wonder – zapowiedź występu Paula McCartneya
- Common i Taraji P. Henson – prezentacja nagrody w kategorii „najlepszy album R&B”
- Neil Patrick Harris – prezentacja nagrody w kategorii „piosenka roku”
- Kate Beckinsale (z prowadzącym LL Cool J) – zapowiedź występu Katy Perry
- Miranda Lambert i Dierks Bentley – prezentacja nagrody w kategorii „najlepszy album country”
- Gwyneth Paltrow – zapowiedź występu Adele
- Taylor Swift – zapowiedź hołdu dla Glen Campbell
- Carrie Underwood i Tony Bennett – prezentacja nagrody w kategorii „debiut roku”
- Ahmir Thompson (z prowadzącym LL Cool J) – zapowiedź występu Chrisa Browna, Davida Guetta, deadmau5, Foo Fighters i Lila Wayne’a
- Drake – zapowiedź występu Nicki Minaj
- Lady Antebellum – prezentacja nagrody w kategorii „nagranie roku”
- Diana Ross (z prowadzącym LL Cool J) – prezentacja nagrody w kategorii „album roku”

## Nominacje
Nominacje w siedemdziesięciu ośmiu kategoriach podzielonych na sekcje ogłoszono 30 listopada 2011. Zwycięzcy zostaną zaś ogłoszeni na gali rozdania nagród 12 lutego 2012. Najwięcej szans na zwycięstwo mają Kanye West (7), Adele, Foo Fighters i Bruno Mars (po 6). Poniższa lista zawiera tylko wybrane kategorie; pełna lista nominacji dostępna jest na oficjalnej stronie Grammy.

### Kategorie generalne
| Nagranie roku | Album roku |
| --- | --- |
| - „Rolling in the Deep” – Adele (produkcja: Paul Epworth; inżynieria/miksowanie: Tom Elmhirst, Mark Rankin) - „Holocene” – Bon Iver (produkcja: Justin Vernon; inżynieria/miksowanie: Brian Joseph, Justin Vernon) - „Grenade” – Bruno Mars (produkcja: The Smeezingtones; inżynieria/miksowanie: Ari Levine, Manny Marroquin) - „The Cave” – Mumford & Sons (produkcja: Markus Dravs; inżynieria/miksowanie: Francois Chevallier, Ruadhri Cushnan) - „Firework” – Katy Perry (produkcja: Mikkel S. Eriksen, Tor Erik Hermansen, Sandy Vee; inżynieria/miksowanie: Mikkel S. Eriksen, Phil Tan, Sandy Vee, Miles Walker) | - 21 – Adele (produkcja: Jim Abbiss, Adele, Paul Epworth, Rick Rubin, Fraser T. Smith, Ryan Tedder, Dan Wilson; inżynieria/miksowanie: Jim Abbiss, Philip Allen, Beatriz Artola, Ian Dowling, Tom Elmhirst, Greg Fidelman, Dan Parry, Steve Price, Mark Rankin, Andrew Scheps, Fraser T. Smith, Ryan Tedder; mastering: Tom Coyne) - Wasting Light – Foo Fighters (produkcja: Butch Vig; inżynieria/miksowanie: James Brown, Alan Moulder; mastering: Joe LaPorta, Emily Lazar) - Born This Way – Lady Gaga (produkcja: Paul Blair, DJ Snake, Fernando Garibay, Lady Gaga, Robert John „Mutt” Lange, Jeppe Laursen, RedOne, Clinton Sparks; inżynieria: Fernando Garibay, Bill Malina, Trevor Muzzy, RedOne, Dave Russell, Justin Shirley Smith, Horace Ward, Tom Ware; mastering: Gene Grimaldi) - Doo-Wops & Hooligans – Bruno Mars (gościnni wykonawcy: B.o.B, Cee Lo Green, Damian Marley; produkcja: Dwayne „Supa Dups” Chin-Quee, Needlz, The Smeezingtons; inżynieria/miksowanie: Ari Levine, Manny Marroquin; mastering: Stephen Marcussen) - Loud – Rihanna (gościnny wykonawcy: Drake, Eminem, Nicki Minaj; produkcja: Ester Dean, Mikkel S. Eriksen, Alex Da Kid, Kuk Harrell, Tor Erik Hermansen, Mel & Mus, Awesome Jones, Makeba Riddick, The Runners, Sham, Soundz, Chris „Tricky” Stewart, Sandy Vee, Willy Will; inżynieria/miksowanie: Ariel Chobaz, Cary Clark, Mikkel S. Eriksen, Alex Da Kid, Josh Gudwin, Kuk Harrell, Jaycen Joshua, Manny Marroquin, Dana Nielsen, Chad „C-Note” Roper, Noah „40” Shebib, Corey Shoemaker, Jay Stevenson, Mike Strange, Phil Tan, Brian „B-Luv” Thomas, Marcos Tovar, Sandy Vee, Jeff „Supa Jeff” Villanueva, Miles Walker, Andrew Wuepper; mastering: Chris Gehringer) |
| Piosenka roku | Debiut roku |
| - „Rolling in the Deep” – Adele (autorstwo: Adele Adkins, Paul Epworth) - „All of the Lights” – Kanye West feat. Rihanna, Kid Cudi, Fergie (autorstwo: Jeff Bhasker, Malik Jones, Warren Trotter, Kanye West) - „The Cave” – Mumford & Sons (autorstwo: Ted Dwane, Ben Lovett, Marcus Mumford, Country Winston) - „Grenade” – Bruno Mars (autorstwo: Brody Brown, Claude Kelly, Philip Lawrence, Ari Levine, Bruno Mars, Andrew Wyatt) - „Holocene” – Bon Iver (autorstwo: Justin Vernon) | - Bon Iver - The Band Perry - J. Cole - Nicki Minaj - Skrillex |

Notatka
Nagrodę w kategorii Nagranie roku przyznaje się za pojedynczy utwór dla jego wykonawcy oraz osób odpowiedzialnych za produkcję, inżynierię i miksowanie; Album roku – za pełny album muzyczny dla tych samych twórców; Piosenka roku zaś za pojedynczy utwór dla jego autora (nie wykonawcy).

### Pop
| Najlepszy występ popowy solo | Najlepszy występ popowy w duecie/grupie |
| --- | --- |
| - „Someone Like You” – Adele - „You and I” – Lady Gaga - „Firework” – Katy Perry - „Grenade” – Bruno Mars - „Fuckin’ Perfect” – Pink                                               | - „Body and Soul” – Tony Bennett & Amy Winehouse - „Dearest” – The Black Keys - „Paradise” – Coldplay - „Pumped Up Kicks” – Foster the People - „Moves Like Jagger” – Maroon 5 feat. Christina Aguilera |
| Najlepszy album popowy instrumentalny | Najlepszy album popowy wokalny |
| - The Road from Memphis – Booker T. Jones - Wish Upon a Star – Jenny Oaks Baker - E Kahe Malie – Daniel Ho - Hello Tomorrow – Dave Koz - Setzer Goes Instru-Mental! – Brian Setzer | - 21 – Adele - The Lady Killer – Cee Lo Green - Born This Way – Lady Gaga - Doo-Wops & Hooligans – Bruno Mars - Loud – Rihanna                                                                          |

### Dance / muzyka elektroniczna
| Najlepsze nagranie taneczne | Najlepszy album taneczny/elektroniczny |
| --- | --- |
| - „Scary Monsters and Nice Sprites” – Skrillex - „Raise Your Weapon” – Deadmau5 & Greta Svabo Bech - „Barbra Streisand” – Duck Sauce - „Sunshine” – David Guetta feat. Avicii - „Call Your Girlfriend” – Robyn - „Save the World” – Swedish House Mafia | - Scary Monsters and Nice Sprites – Skrillex - Zonoscope – Cut Copy - 4x4=12 – Deadmau5 - Nothing but the Beat – David Guetta - Body Talk Pt. 3 – Robyn |

| Najlepszy album tradycyjnopopowy wokalny |
| --- |
| - Duets II – Tony Bennett - The Gift – Susan Boyle - In Concert On Broadway – Harry Connick Jr. - Music Is Better Than Words – Seth MacFarlane - What Matters Most – Barbra Streisand Sings The Lyrics Of Alan And Marilyn Bergman – Barbra Streisand |

| Najlepszy album alternatywny wokalny |
| --- |
| - Bon Iver, Bon Iver – Bon Iver - Codes and Keys – Death Cab for Cutie - Torches – Foster the People - Circuital – My Morning Jacket - The King of Limbs – Radiohead |

### Rock
| Najlepszy występ rockowy | Najlepszy występ hardrockowy/metalowy |
| --- | --- |
| - „Walk” – Foo Fighters - „Every Teardrop Is a Waterfall” – Coldplay - „Down By the Water” – The Decemberists - „The Cave” – Mumford & Sons - „Lotus Flower” – Radiohead | - „White Limo” – Foo Fighters - „On the Backs of Angels” – Dream Theater - „Curl Of The Burl” – Mastodon - „Public Enemy No. 1” – Megadeth - „Blood In My Eyes” – Sum 41                   |
| Najlepsza piosenka rockowa | Najlepszy album rockowy |
| - „Walk” – Foo Fighters (autorstwo: Dave Grohl) - „The Cave” – Mumford & Sons (autorstwo: Ted Dwane, Ben Lovett, Marcus Mumford, Country Winston) - „Down By The Water” – The Decemberists (autorstwo: Colin Meloy) - „Every Teardrop is a Waterfall” – Coldplay (autorstwo: Guy Berryman, Jonny Buckland, Will Champion, Chris Martin) - „Lotus Flower” – Radiohead (autorstwo: Colin Greenwood, Jonny Greenwood, Ed O’Brien, Phil Selway, Thom Yorke) | - Wasting Light – Foo Fighters - Rock ’n’ Roll Party (Honoring Les Paul) – Jeff Beck - Come Around Sundown – Kings of Leon - I’m with You – Red Hot Chili Peppers - The Whole Love – Wilco |

### R&B
| Najlepszy występ R&B | Najlepszy występ tradycyjno-R&B |
| --- | --- |
| - „Is This Love” – Corinne Bailey Rae - „Far Away” – Marsha Ambrosius - „Not My Daddy” – Kelly Price & Stokley - „Pieces Of Me” – Ledisi - „You Are” – Charlie Wilson | - „Fool for You” – Cee Lo Green & Melanie Fiona - „Sometimes I Cry” – Eric Benét - „Radio Message” – R. Kelly - „Good Man” – Raphael Saadiq - „Surrender” – Betty Wright & The Roots |
| Najlepsza piosenka R&B | Najlepszy album R&B |
| - „Fool for You” – Cee Lo Green & Melanie Fiona (autorstwo: Cee-Lo Green, Jack Splash) - „Far Away” – Marsha Ambrosius (autorstwo: Marsha Ambrosius, Sterling Simms, Justin Smith) - „Not My Daddy” – Kelly Price & Stokley (autorstwo: Kelly Price) - „Pieces Of Me” – Ledisi (autorstwo: Charles Harmon, Claude Kelly, Ledisi Young) - „You Are” – Charlie Wilson (autorstwo: Dennis Bettis, Carl M. Days Jr., Wirlie Morris, Charlie Wilson, Mahin Wilso) | - F.A.M.E. – Chris Brown - Second Chance – El DeBarge - Love Letter – R. Kelly - Pieces of Me – Ledisi - Kelly – Kelly Price                                                         |

### Rap
| Najlepszy występ rapowy | Najlepsza współpraca rapowo-śpiewana |
| --- | --- |
| - „Otis” – Jay-Z & Kanye West - „Look at Me Now” – Chris Brown feat. Lil Wayne & Busta Rhymes - „The Show Goes On” – Lupe Fiasco - „Moment 4 Life” – Nicki Minaj feat. Drake - „Black and Yellow” – Wiz Khalifa | - „All of the Lights” – Kanye West feat. Rihanna, Kid Cudi & Fergie - „Party” – Beyoncé feat. André 3000 - „I'm on One” – DJ Khaled feat. Drake, Rick Ross & Lil Wayne - „I Need a Doctor” – Dr. Dre feat. Eminem & Skylar Grey - „What’s My Name?” – Rihanna feat. Drake - „Motivation” – Kelly Rowland feat. Lil Wayne |
| Najlepsza piosenka rapowa | Najlepszy album rapowy |
| - „All of the Lights” – Kanye West feat. Rihanna, Kid Cudi & Fergie (autorstwo: Jeff Bhasker, Stacy Ferguson, Malik Jones, Warren Trotter, Kanye West) - „Black and Yellow” – Wiz Khalifa (autorstwo: Mikkel Eriksen, Tor Erik Hermansen, Cameron Thomaz) - „I Need a Doctor” – Dr. Dre feat. Eminem & Skylar Grey (autorstwo: Andre Young, Marshall Mathers III, Alexander Grant, Skylar Grey) - „Look at Me Now” – Chris Brown feat. Busta Rhymes & Lil Wayne (autorstwo: Jean Baptiste, Chris Brown, Ryan Buendia, Trevor Smith, Dwayne Carter Jr., Wesley Pentz, Nick Van De Wall) - „Otis” – Jay-Z & Kanye West (autorstwo: Shawn Carter, Kanye West, James Brown, Jimmy Campbell, Reg Connelly, Roy Hammond, J. Roach, Kirk Robinson, Harry Woods) - „The Show Goes On” – Lupe Fiasco (autorstwo: Dustin William Brower, Jonathon Keith Brown, Daniel Johnson, Kane, Wasalu Muhammad Jaco, Isaac Brock, Dann Gallucci, Eric Judy) | - My Beautiful Dark Twisted Fantasy – Kanye West - Watch the Throne – Jay-Z & Kanye West - Tha Carter IV – Lil Wayne - Lasers – Lupe Fiasco - Pink Friday – Nicki Minaj |

### Country
| Najlepszy występ country solowy | Najlepszy występ country w duecie/grupie |
| --- | --- |
| - „Mean” – Taylor Swift - „Dirt Road Anthem” – Jason Aldean - „I'm Gonna Love You Through It” – Martina McBride - „Honey Bee” – Blake Shelton - „Mama's Song” – Carrie Underwood | - „Barton Hollow” – The Civil Wars - „Don’t You Wanna Stay” – Jason Aldean & Kelly Clarkson - „You and Tequila” – Kenny Chesney feat. Grace Potter - „Are You Gonna Kiss Me or Not” – Thompson Square |
| Najlepsza piosenka country | Najlepszy album country |
| - „Mean” – Taylor Swift (autorstwo: Taylor Swift) - „Are You Gonna Kiss Me or Not” – Thompson Square (autorstwo: Jim Collins, David Lee Murphy) - „God Gave Me You” – Blake Shelton (autorstwo: Dave Barnes) - „Just Fishin'” – Trace Adkins (autorstwo: Casey Beathard, Monty Criswell, Ed Hill) - „Threaten Me with Heaven” – Vince Gill (autorstwo: Vince Gill, Amy Grant, Will Owsley, Dillon O’Brian) - „You and Tequila” – Kenny Chesney feat. Grace Potter (autorstwo: Matraca Berg, Deana Carter) | - Own the Night – Lady Antebellum - My Kinda Party – Jason Aldean - Chief – Eric Church - Red River Blue – Blake Shelton - Here for a Good Time – George Strait - Speak Now – Taylor Swift            |

### Film/TV/media
| Najlepsza ścieżka dźwiękowa do wizualnego medium (złożona z utworów melodyjno-tekstowych) | Najlepsza ścieżka dźwiękowa do wizualnego medium (złożona z utworów wyłącznie kompozycyjnych)                                                                                               |
| --- | --- |
| - Boardwalk Empire Volume 1 – różni wykonawcy - Burlesque – Christina Aguilera & Cher - Glee: The Music, Volume 4 – obsada Glee - Tangled – różni wykonawcy - True Blood Volume 3 – różni wykonawcy | - The King’s Speech – Alexandre Desplat - Black Swan – Clint Mansell - Harry Potter and the Deathly Hallows Part 2 – Alexandre Desplat - The Shrine – Ryan Shore - Tron: Legacy – Daft Punk |
| Najlepsza piosenka napisana na potrzeby wizualnego medium | |
| - „I See the Light” – Mandy Moore & Zachary Levi (z Zaplątanych, autorstwo: Alan Menken, Glenn Slater) - „Born to Be Somebody” – Justin Bieber (z Justin Bieber: Never Say Never, autorstwo: Diane Warren) - „Christmastime Is Killing Us” – Ron Jones, Seth MacFarlane & Danny Smith (z Family Guy, autorstwo: Ron Jones, Seth MacFarlane, Danny Smith) - „So Long” – Zooey Deschanel & M. Ward (z Kubusia i przyjaciół, autorstwo: Zooey Deschanel) - „Where the River Goes” – Zac Brown (z Footloose, autorstwo: Zac Brown, Wyatt Durrette, Drew Pearson, Anne Preven) - „You Haven’t Seen the Last of Me” – Cher (z Burleski, autorstwo: Diane Warren) | |

### Muzyczne wideo
| Najlepsza krótka forma muzycznego wideo | Najlepsza długa forma muzycznego wideo |
| --- | --- |
| - „Rolling in the Deep” – Adele (reżyseria: Sam Brown; produkcja: Hannah Chandler) - „Yes I Know” – Memory Tapes (reżyseria i produkcja: Eric Epstein) - „All Is Not Lost” – OK Go (reżyseria: Itamar Kubovy, Damian Kulash, Trish Sie; produkcja: Shirley Moyers) - „Lotus Flower” – Radiohead (reżyseria i produkcja: Garth Jennings) - „First of the Year (Equinox)” – Skrillex (reżyseria: Tony Truand; produkcja: Noah Klein) - „Perform This Way” – „Weird Al” Yankovic (reżyseria: „Weird Al” Yankovic; produkcja: Cisco Newman) | - Foo Fighters: Back and Forth – Foo Fighters (reżyseria: James Moll; produkcja: James Moll, Nigel Sinclair) - I Am... World Tour – Beyoncé (reżyseria: Beyoncé Knowles, Ed Burke, Frank Gatson Jr.; produkcja: Beyoncé Knowles) - Talihina Sky: The Story of Kings of Leon – Kings of Leon (reżyseria: Stephen C. Mitchell; produkcja: Casey McGrath) - Beats, Rhymes & Life: The Travels of a Tribe Called Quest – A Tribe Called Quest (reżyseria: Michael Rapaport; produkcja: Robert Benavides, Debra Koffler, Eric Matthies, Frank Mele, Edward Parks, A Tribe Called Quest) - Nine Types of Light – TV on the Radio (reżyseria: Tunde Adebimpe; produkcja: Michelle An, Braj) |

## Nagrody specjalne
MusiCares Person of the Year
- Paul McCartney

President’s Merit Award
- Sir Richard Branson

Grammy Lifetime Achievement Award
- The Allman Brothers Band
- Glen Campbell
- Antônio Carlos Jobim
- Roy Haynes
- George Jones
- The Memphis Horns
- Diana Ross
- Gil Scott-Heron

Grammy Trustees Award
- Dave Bartholomew
- Steve Jobs
- Rudy Van Gelder

Technical Grammy Award
- Roger Nichols
- Celemony